# Adam Gregory
Adam Gregory Salling (ur. 28 grudnia 1987 w Cincinnati) – amerykański aktor. Odtwórca roli Thomasa Forrestera  w operze mydlanej CBS Moda na sukces (2010–2014).

## Życiorys
Urodził się i dorastał w Cincinnati w stanie Ohio jako najmłodszy z trzech synów Deborah Sanderson i Steve’a Sallinga. Wychowywał się z dwoma starszymi braćmi: Shannonem i Scottem. W 2006 ukończył Oak Hills High School, gdzie grał w drużynach piłki nożnej, zapasów i baseballu, zanim porzucił sport kiedy złamał płytkę wzrostu lewej stopy, a jego przyjaciel zachęcił go, aby spróbował swoich sił w szkolnych musicalach – Les Misérables w roli Mariusa i Piraci z Penzance. Studiował na Uniwersytecie Północnego Kentucky na kierunku teatralnym. 
Występując w jednym ze szkolnych przedstawień, zwrócił na siebie uwagę menadżera talentów, który pomógł mu znaleźć agenta. W 2007 porzucił szkołę i przeprowadził się do Los Angeles. Wkrótce dostał rolę w sitcomie Nickelodeon Just Jordan (2008), a także pracował jako model w znanej agencji Ford Models. Następnie został obsadzony w roli „złego chłopca” Ty Collinsa w zaktualizowanej wersji serialu stacji The CW 90210 (2008–2009, 2013). W teledysku do piosenki Ashley Tisdale „It’s Alright, It’s OK” (2009) wcielił się w postać byłego chłopaka piosenkarki. 
22 września 2010 zastąpił Drew Tylera Bella w roli Thomasa Forrestera, syna Ridge’a Forrestera (Ronn Moss) i Taylor Hayes (Hunter Tylo) w operze mydlanej CBS Moda na sukces (The Bold and the Beautiful), gdzie występował do 28 lutego 2014.
26 lutego 2010 zawarł związek małżeński z modelką Sheridan Nicole Sperry, z którą ma syna Kannona (ur. 7 lutego 2013).

## Filmografia

### Filmy
- 2007: Winx Club: Magiczna przygoda jako Brandon (głos)
- 2009: Znów mam 17 lat jako Dom
- 2009: Hannah Montana: Film jako Drew
- 2010: Znokautowani jako Tyler

### Seriale
- 2008: Just Jordan jako Derek
- 2008: Czarodzieje z Waverly Place jako student
- 2008–2009, 2013: 90210 jako Ty Collins
- 2010–2013, 2014: Moda na sukces jako Thomas Forrester
- 2011–2015: Klub Winx jako Brandon (głos)
- 2016: Prawo i porządek: sekcja specjalna jako Ryan Ledder